# Lucania
Lucania – rodzaj ryb karpieńcokształtnych z rodziny Fundulidae.

## Klasyfikacja
Gatunki zaliczane do tego rodzaju:
- Lucania goodei
- Lucania interioris
- Lucania parva